# Rue de Viarmes
Koordinaten: 48° 52′ N, 2° 21′ O
Die Rue de Viarmes ist eine Straße im 1. Arrondissement von Paris.

## Lage
Die Rue de Viarmes erstreckt sich von der Rue Sauval zur Rue Clémence-Royer. Sie umrundet in einem 125 Meter langen Halbkreis die Westfassade der Bourse de commerce. Ziemlich genau auf halber Strecke geht als einzige Straße die Rue Adolphe-Jullien ab, die damit die Verbindung zur Rue du Louvre herstellt.
Die Straße ist mit der Metro-Linie   über die Station Louvre-Rivoli, mit den RATP-Linien  21, 67, 69, 72, 74 und 85 sowie mit den Nachtbus-Linien  N11, N15, N16 und N24 zu erreichen.

## Namensursprung und Geschichte

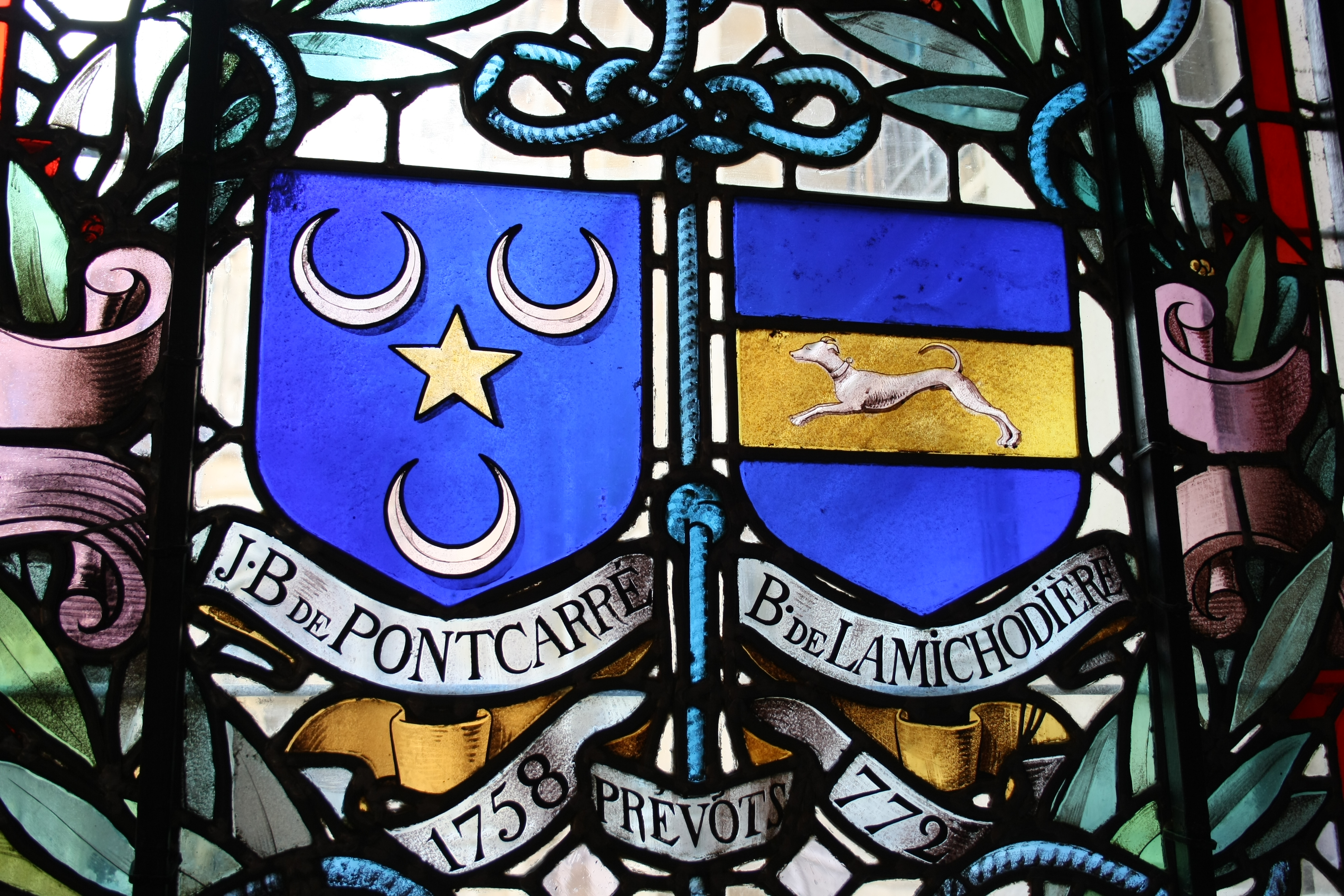
Bleiglasfenster im Rathaus von Paris; links das Wappen Pontcarré de Viarmes'

Die Rue de Viarmes wurde 1762 angelegt. Die 18 Meter breite Straße war damals noch 264 Meter lang und umrundete komplett die von 1763 bis 1767 erbaute Getreidemarkthalle, die Halle aux Blés, die am Standort des 1748 abgerissenen Hôtel de Soissons erbaut wurde. Die Straße ist benannt nach Jean-Baptiste Élie Camus de Pontcarré de Viarmes, von 1764 bis 1785 Vorsteher der Pariser Kaufmannsgilde.
Früher mündeten sechs, heute allerdings verschwundene Straßen auf die Rue de Viarmes: die Rue de Varennes, die Rue de Vannes, die Rue Oblin, die Rue Sartine, die Rue Mercier und die Rue Barbille.

## Sehenswürdigkeiten

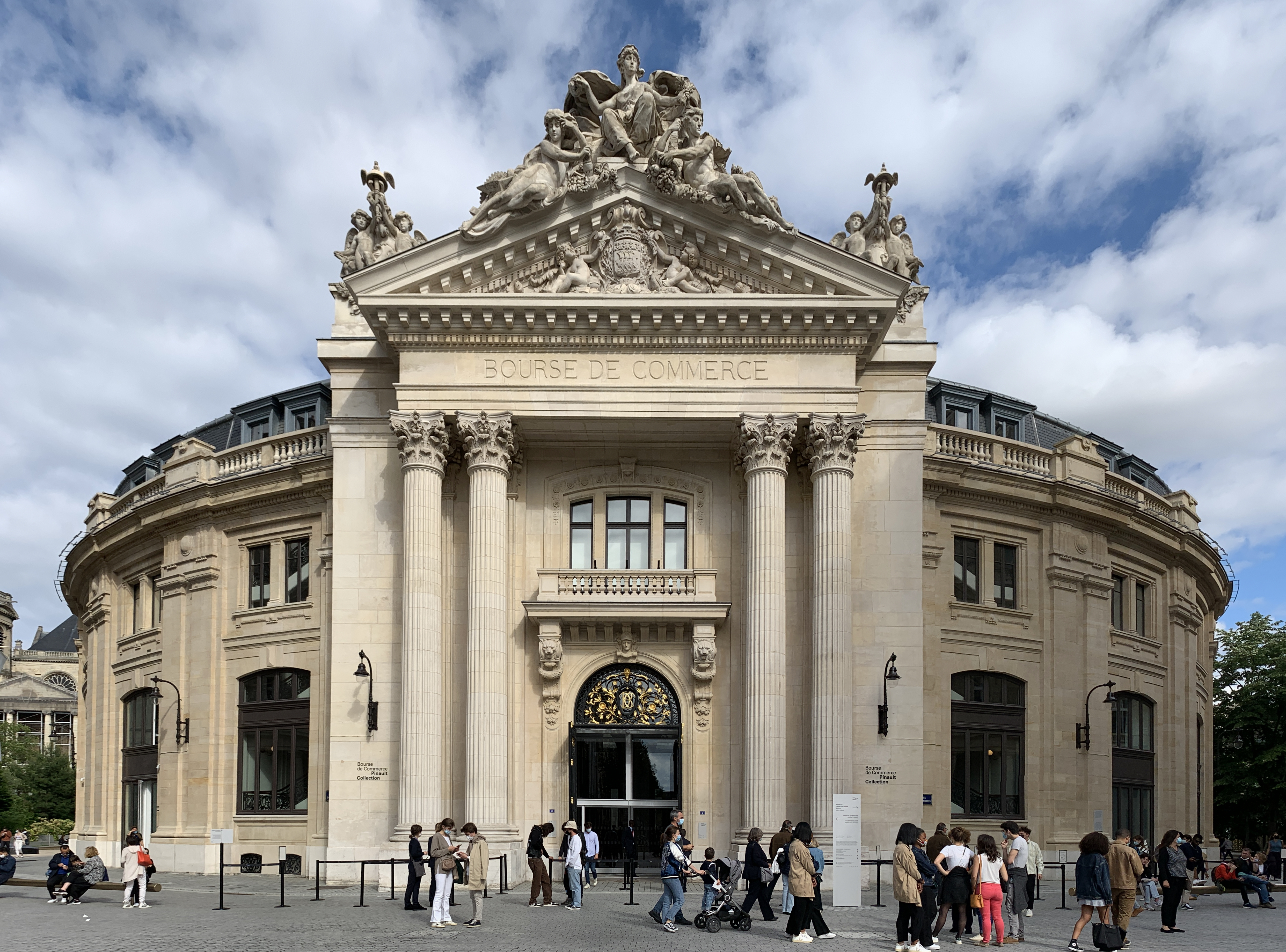
Die Bourse de commerce de Paris

Markantestes Gebäude der Straße ist die 1975 als geschütztes Baudenkmal in die Liste der Monuments historiques aufgenommene Bourse de commerce, die seit ihrem Umbau in den Jahren 2016 bis 2019 unter Federführung des japanischen Architekten Tadao Andō eine Niederlassung der Pinault Collection, eine Ausstellung zeitgenössischer Kunst des französischen Sammlers François Pinault, beherbergt.
In der Rue de Viarmes Nr. 2 steht – direkt vor der Bourse de commerce – die Colonne Médicis, eine dem französischen Architekten Jean Bullant zugeschriebene 31 Meter hohe dorische Säule. Die Säule war Teil des zwischen 1572 und 1578 gebauten und 1748 abgerissenen Hôtel de Soissons, des Pariser Stadtpalastes von Caterina de’ Medici.